# 橄欖球國家盃
橄欖國家盃是一個橄欖球比賽,於2006年首辦。參加比賽的都是歐洲的國家,包括法國A隊、意大利A隊、羅馬尼亞、俄羅斯、蘇格蘭A隊及烏拉圭。橄欖國家盃是國際橄欖球理事會5000美元的戰略投資計劃的一部分,其它還包括太平洋國家盃、北美洲四國賽及太平洋橄欖球盃。

## 歷屆冠軍
| 年份            | 主辦國   | 冠軍                |
| --------------- | -------- | ------------------- |
| 2006年 （詳細） | 葡萄牙   | Argentina A         |
| 2007年 （詳細） | 羅馬尼亞 | Emerging Springboks |
| 2008年 （詳細） | 羅馬尼亞 | Emerging Springboks |
| 2009年 （詳細） | 羅馬尼亞 | Scotland A          |
| 2010年 （詳細） | 羅馬尼亞 |                     |

## 外部連結
- IRB Nations Cup Official site